# Щиповки
Щиповки (лат. Cobitis) — род рыб семейства вьюновых. Включает 95 видов (по другим данным — до восьми видов и ряд подвидов, иногда рассматриваемых как самостоятельные виды).

## Описание
У всех представителей рода тело вытянутое, сжатое с боков, покрытое мелкой чешуёй. Длина обычно 10-12 см, реже до 20 см; европейская щиповка (Cobitis elongata) достигает 30 см. Голова маленькая; рот нижний; вокруг рта три пары усиков. Под глазом расположен шип, обычно скрытый в коже и выдвигающийся в случае опасности (откуда название рода: шип колет, или «щиплет», врага). Спинной плавник короткий, хвостовой — усечённый либо закруглённый. Глаза покрыты кожей; боковая линия заметна слабо. Характерен половой диморфизм: самки крупнее самцов.

## Распространение
Встречаются в Европе, Азии, Северной Африке. Наиболее широкий ареал имеет обыкновенная щиповка. В России несколько видов, в том числе обыкновенная щиповка (Cobitis taenia), щиповка Чоя (Cobitis choii), щиповка Лютера (Cobitis lutheri), сибирская щиповка (Cobitis melanoleuca) и др.

## Образ жизни
Обитают преимущественно в реках и озёрах, встречаются в ручьях. Предпочитают мягкий, песчаный или илистый грунт, в который закапываются; могут также прятаться под камнями. Активны в ночное время. Питаются мелкими беспозвоночными, детритом, зелёными и диатомовыми водорослями. Личинки кормятся инфузориями, коловратками, мелкими рачками.

## Значение
Промыслового значения не имеют. Могут служить кормом для более крупных рыб. Часто используются рыбаками в качестве насадки для ловли хищных рыб. Иногда содержатся в качестве аквариумных рыбок.